# ب‌ام‌و ام

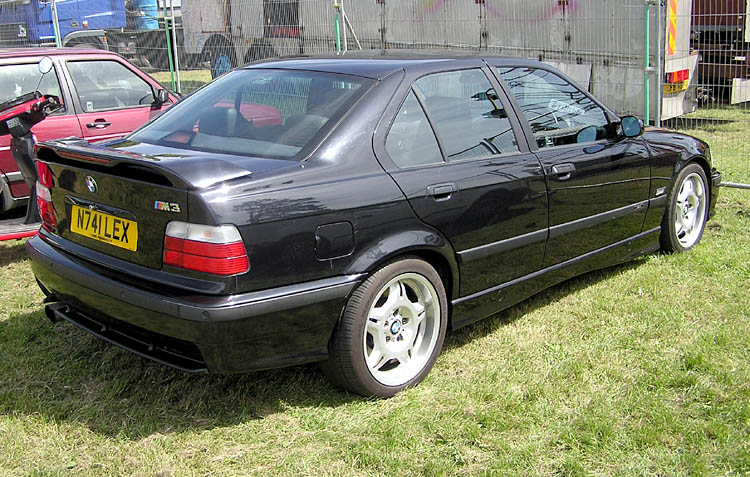
ب‌ام‌و ام۳

ب‌ام‌و ام، (به آلمانی: BMW M GmbH) شرکت خودروسازی آلمانی است، که در زمینه تیونینگ خودرو و ارائه خدمات پس از فروش مختص محصولات شرکت ب‌ام‌و فعالیت می‌نماید.
شرکت ب‌ام‌و ام در سال ۱۹۷۲ توسط شرکت ب‌ام‌و راه‌اندازی شد، که بعنوان رقیبی برای خودروهای مرسدس آام‌گ باشد.
دفتر مرکزی و کارخانه اصلی شرکت ب‌ام‌و ام در شهر مونیخ، آلمان قرار دارد.

## تاریخچه و فلسفه
ب‌ام‌و ام با نام کامل BMW M GmbH، در واقع بخش عملکرد بالای شرکت خودروسازی ب‌ام‌و است. این بخش در ابتدا با نام BMW Motorsport GmbH در سال ۱۹۷۲ با هدف اصلی تسهیل برنامه موتوراسپرت شرکت ب‌ام‌و و ارائه خدمات مهندسی خودروهای مسابقه‌ای تأسیس شد. موفقیت‌های اولیه در مسابقات اتومبیل‌رانی، به ویژه در سری مسابقات تورینگ کارز، منجر به شهرت این بخش برای تولید خودروهای قدرتمند و با قابلیت دینامیکی بالا شد.
فلسفه اصلی ب‌ام‌و ام، انتقال فناوری و دانش به‌دست‌آمده از دنیای موتوراسپرت به خودروهای تولیدی جاده‌ای است. این شرکت بر روی بهبود قابلیت‌های هندلینگ، افزایش قدرت موتور، ارتقاء سیستم ترمز و آیرودینامیک خودروهای ب‌ام‌و تمرکز دارد تا تجربه‌ای اسپورت‌تر و هیجان‌انگیزتر را برای راننده فراهم کند.

## مدل‌های برجسته
ب‌ام‌و ام در طول تاریخ خود مدل‌های نمادین و بسیار موفقی را تولید کرده است که به شهرت آن در میان علاقه‌مندان به خودروهای اسپورت افزوده‌اند:
- **ب‌ام‌و ام۱ (BMW M1):** اولین خودروی مستقل طراحی شده توسط ب‌ام‌و موتوراسپرت بود که در اواخر دهه ۱۹۷۰ با هدف شرکت در مسابقات گروه ۴ طراحی و تولید شد. این خودرو به دلیل طراحی منحصر به فرد و عملکرد بالای خود شناخته می‌شود.[۳]
- **ب‌ام‌و ام۳ (BMW M3):** سری ام۳ که بر اساس سری ۳ ب‌ام‌و ساخته می‌شود، یکی از شناخته‌شده‌ترین و موفق‌ترین مدل‌های ب‌ام‌و ام است. نسل‌های مختلف ام۳ (از جمله E30، E46، E92 و ...) به دلیل توازن بین عملکرد اسپورت و قابلیت استفاده روزمره بسیار محبوب شده‌اند.[۴]
- **ب‌ام‌و ام۵ (BMW M5):** این مدل که بر اساس سری ۵ ب‌ام‌و توسعه یافته، مفهوم سدان با عملکرد بالا را تعریف کرده است. ام۵ قدرت و دینامیک خودروهای اسپورت را با لوکس بودن و کاربردی بودن یک سدان ترکیب می‌کند.[۵]

## محصولات فعلی
خط تولید فعلی ب‌ام‌و ام شامل دو دسته اصلی از خودروها است:
- **مدل‌های اصلی M:** این خودروها به طور کامل توسط ب‌ام‌و ام مهندسی و تولید می‌شوند و نمایانگر اوج عملکرد و دینامیک رانندگی در سری‌های مختلف ب‌ام‌و هستند (مانند M2, M3, M4, M5, M8, X3 M, X5 M و ...). این مدل‌ها دارای پیشرانه‌های منحصر به فرد ام، سیستم تعلیق و ترمز ارتقاء یافته، و تغییرات ظاهری و داخلی خاص خود هستند.[۶]
- **مدل‌های M Performance:** این مدل‌ها نسخه‌های اسپورت‌تری از خودروهای استاندارد ب‌ام‌و هستند که توسط ب‌ام‌و ام تنظیم و بهینه‌سازی شده‌اند. آن‌ها تعادلی بین عملکرد بالا و راحتی روزمره ارائه می‌دهند و معمولاً دارای پیشرانه‌های قوی‌تر نسبت به مدل‌های استاندارد، بهبودهای جزئی در شاسی و ترمز، و عناصر طراحی اسپورت هستند (مانند M340i, M440i, X5 M50i و ...).[۷]

## فناوری و مهندسی
ب‌ام‌و ام به دلیل نوآوری‌های خود در زمینه پیشرانه‌ها شهرت دارد. موتورهای ام معمولاً از نوع بنزینی توربوشارژ یا تنفس طبیعی با دور موتور بالا هستند که برای ارائه حداکثر قدرت و پاسخگویی طراحی شده‌اند. استفاده از مواد سبک‌وزن مانند فیبر کربن در ساخت شاسی و قطعات بدنه، سیستم‌های تعلیق پیشرفته با تنظیمات اسپورت، سیستم‌های ترمز قدرتمند، و دیفرانسیل‌های فعال ام از جمله ویژگی‌های مهندسی خودروهای ب‌ام‌و ام هستند.

## خدمات سفارشی‌سازی (BMW Individual)
بخش ب‌ام‌و ام همچنین بر برنامه BMW Individual نظارت دارد که به مشتریان امکان می‌دهد خودروهای ب‌ام‌و (شامل مدل‌های M و غیر M) را با طیف گسترده‌ای از رنگ‌های خاص بدنه، مواد داخلی، تریم‌ها و تجهیزات سفارشی‌سازی کنند تا خودرویی منحصر به فرد مطابق با سلیقه شخصی خود داشته باشند.